# Богоявленский собор Тульского кремля
Богоявленский собор — православный, бывший кафедральный, собор в Тульском кремле, в котором размещается выставочный и культурно-просветительский центр Тульского государственного музея оружия.

## История

### Проекты
В 1817 году, после посещения города Тулы императором Александром I, городское общество решило построить собор во имя святого Александра Невского, тезоименитого Александру I, освободившему Россию и Европу от поработителя — Наполеона. Проект собора подписал тульский губернский архитектор В. Нежданов. Однако этот вариант императору не понравился, и Александр I повелел архитектору В. Стасову переделать план и фасад будущего храма. В. Стасов представил свой проект на Высочайшее утверждение в 1821 году; это был храм в стиле классицизма, с колонными портиками по трём сторонам и апсидой, тоже окружённой колоннадой. Проект Стасова был одобрен и прислан в Тулу для исполнения. Но, несмотря на неоднократное обращение епархиального начальства к городскому (в 1821 и 1825 годах) о построении собора, к строительству так и не приступили — как предполагает М. Руднев, «по той важнейшей из всех причин, что не нашлось в сем деле решительных руководителей и усердных деятелей со стороны городского общества».
К проблеме вновь обратились лишь в конце 1840-х годов. Губернскому архитектору А. Дубровскому предложили разработать проект перестройки старого Успенского собора в тёплый. Архитектор, досконально изучив вопрос, сделал вывод: при подобном переустройстве могут серьёзно пострадать стенопись и иконы храма, приспособленные к определённому температурно-влажностному режиму.
В 1849 году староста Успенского собора купец Вукол Кузовлев, избранный на эту должность в 1848 году, предложил возвести новый просторный и тёплый собор в кремле. Идею поддержал городской голова Николай Добрынин и городское общество. В отчёте тульского губернатора говорилось, что толчком к решению о строительстве собора послужило «благополучное окончание свирепствовавшей в городе эпидемии и избавление города в течение знойного и бурного лета от пожара» (речь идёт об эпидемии холеры). В том же докладе указывалось, что контролировать строительство будет специальный комитет из трёхсот «значительных» жителей Тулы. Решено было возвести в кремле тёплый собор во имя Богоявления Господня с двумя приделами: во имя Николая Чудотворца и Александра Невского. Строительство предполагали на месте экзерциргауза — помещения для военных упражнений: строевых и с оружием.
Проект поручили составить архитектору Тульского оружейного завода коллежскому асессору М. А. Михайлову. Его работу одобрила губернская строительная комиссия и епархиальное начальство. Проект храма отправили в столицу на утверждение, где его отвергли из-за «неблаговидности фасада». Тульский вариант в течение полутора лет, до конца 1850 года, проходил корректировку в Главном управлении путей сообщения и публичных зданий, но так и не был возвращён в Тулу. М. А. Михайлов разработал новый проект, в 1853 году его отослали в Санкт-Петербург, и опять — отрицательное заключение и переделка, на сей раз окончательная. В 1854 году документы утвердил Николай I, и их передали в Тулу в начале 1855 года.

### Строительство
Вчерне собор возвели за три года. К октябрю 1858 года он был покрыт белым листовым железом по железным стропилам, большая глава позолочена, оштукатурены внутренние стены, устроены в окнах двойные рамы с бемскими стёклами, в подвале в калориферных камерах установлены три больших печи для обогрева собора.
На шестом году строительства купол был расписан мастерами, которыми руководил московский иконописец Семен Борисов. У трёх входов в храм сделаны три каменных крыльца. Чуть позже закончена стенопись, намощен дубовый пол, поставлен изящный сосновый иконостас, выполненный московским мастером Никанором Софроновым, с иконами того же Семена Борисова. Внутри собора установили две малые печи — для большей теплоты и осушения помещения. За усердие при возведении собора церковный староста В. Кузовлев был награждён орденом Св. Анны III степени. Денежные пожертвования на строительство собора вносили епископы Тульские и Белёвские, дворяне, купцы, оружейники. Наиболее крупные взносы были сделаны купцом Семеном Красноглазовым (8000 рублей) и оружейником Максимом Лялиным (5000 рублей). Немало утвари пожертвовал новому храму городской голова Николай Добрынин. Храм был освящён в 1862 году.
Со времени построения Богоявленский собор имел духовое отопление. Вентиляционные каналы были выведены в дымовые трубы и действовали только во время топи печей, и то очень слабо. Из-за недостатка вентиляции в храме приходилось держать открытыми множество форточек. Во время богослужений чувствовалось, как сказано в «Тульских епархиальных ведомостях», «постоянное движение воздуха» — видимо, неприятный сквозняк. К тому же из-за трещин в отопительных трубах в храм попадала копоть, оседавшая на настенных росписях и иконостасе. А при значительном нагреве калориферов воздух терял кислород, и людям было трудно дышать. Проблема требовала решения. В Туле в некоторых домах уже было водяное отопление.
В начале 1890-х годов решили такое же устроить в храме, а заодно — и надёжную вентиляцию. Для этого требовалось 25 тысяч рублей. У храма были проценты капитала, пожертвованного 15 лет назад СИ. Трухиным на золочение иконостаса, — 12 тысяч рублей. Церковный староста И. К. Платонов принял мудрое решение: иконостас подождёт. И добавил к 12 тысячам недостающие 13 тысяч из собственных средств.
Земляные работы начались в августе 1892 года. Когда для подводки труб пробили бут, то обнаружили закладную доску храма. Её положили на место и прикрыли камнем. Надпись на доске гласила: «В царствование Его Величества Благочестивейшего государя Императора Александра Николаевича, в лето от Рождества Христова 1855-го Июля 17 дня заложен сей Соборный храм во имя Богоявления Господня по совершении подателю всех благ Господу Богу молебствия Димитрием, епископом Тульским и Белёвским, в присутствии сего кафедрального собора братии, гражданского губернатора Петра Михайловича Дарагана, городских чинов, купечества и граждан Тулы, городского головы Петра Добрынина, строителей Вукола Кузовлева, Николая Миляева, попечителей Александра Постникова, Александра Ермолаева, Ивана Петрова, Ивана Винникова и помощника старосты Ефима Неглинского, почётных оружейников Ивана Маликова, Николая Короткого, Якова Лялина, составителя плана и строителя архитектора Михаила Михайлова и прочих лиц, усердствовавших в построении сего Соборного храма. Подрядчик каменных работ Михаил Горбунов».

### Закрытие собора
Согласно постановлению президиума Мособлисполкома от 16 февраля 1930 года Богоявленский собор был закрыт. Предполагалось переоборудовать его под Дворец физкультурников с несколькими крупными спортивными секциями, актовым залом и читальней. Проект не осуществился. В здании бывшего собора разместился аэроклуб, а с 1950-х годов — клуб физкультурников. Четыре маленьких главы снесли, не уцелело и луковичное завершение центральной главы.
В 1961 году в бюро технической инвентаризации даже не имелось сведений, кем занят храм. В 1966 году Богоявленский собор не включили во вновь составляемый перечень памятников истории и культуры, взятых на государственную охрану.

### Музей оружия
В 1960-х годах было решено разместить в бывшем соборе Тульский государственный музей оружия. С 1972 по 1989 год проводилась реконструкция здания. Вход в музей сделали с востока, пробив алтарную стену и устроив кирпичную пристройку. Было установлено железобетонное монолитное перекрытие, после чего здание стало двухэтажным. На приспособление храма под музей оружия затратили 1,3 миллиона рублей. В 1991 году здание храма было поставлено на госохрану в качестве памятника истории и культуры регионального значения.
В 2012 году большая часть экспозиции была перевезена в здание нового музея оружия в Заречье. В январе 2015 года начались работы по реставрации здания бывшего собора, однако воссоздание прежнего пятиглавия и его передача РПЦ не планируется, так как музей оружия не желает освобождать помещения. В августе 2021 года в здании вновь начались ремонтно-реставрационные работы, в ходе которых были проведены новые инженерные коммуникации, выполнена реставрация фасада и помещений, заменена кровля и произведен монтаж новой художественной подсветки.
9 марта 2023 года в здании бывшего Богоявленского собора состоялось открытие выставочного и культурно-просветительского центра музея оружия. В центре для посетителей открыта выставка «И была на Туле сеча великая», посвященная 470-летию обороны Тульского кремля от войск крымского хана Девлет I Герая и 150-летию со дня основания Тульского музея оружия. На выставке представлены более 250 экспонатов, среди которых как подлинные предметы, так и воссозданные по методу научной реконструкции образцы снаряжения и вооружения XVI—XVIII веков.